# Walther PK 380
Die Walther PK 380 ist eine Selbstladepistole des deutschen Waffenherstellers Walther. Da sie als reine Zivilwaffe entwickelt wurde, ist sie die erste Pistole in der Geschichte von Walther, die bei keiner einzigen Behörde oder Streitkraft in Benutzung ist.

## Technik
Die PK380 (Pistole Kompakt cal.380ACP) vereint den erprobten Browning-Petter-Verschluss mit einem Polymergriffstück und ist somit eine Waffe der Leichtbauweise. Da die Waffe zur automatischen Bolzensicherung (fehlt bei der Schreckschussversion) auch eine Flügelsicherung und keinen manuell bedienbaren Verschlussfang aufweist, eignet sie sich ausschließlich für zivile Zwecke (nicht zuletzt durch die geringe Magazinfüllung von acht Schuss und das militärisch uninteressante Kaliber .380ACP).
Sie wurde als Nischenprodukt entwickelt für den amerikanischen Zivilmarkt (da in vielen Staaten Magazine mit über zehn Schuss nicht erlaubt sind, hat sie nur ein einreihiges mit acht), wo sie zu einem Neupreis von ca. 350 US-Dollar angeboten wird und somit eine der günstigsten Markenpistolen in der gesamten Szene ist.
Trotz der passablen Verarbeitung und des geringen Preises konnte sie sich jedoch schlechter Kritik nicht erwehren, dass sie oft beim Schießen hemmt. Grund hierfür ist ein nicht tief genug greifender Auszieher, der vom Rand der Hülse abrutscht und beim Zurücklaufen die Hülse nicht zuverlässig auszieht. Da der Auszieher nur bei verzögerten und verriegelten Ladesystemen von essentieller Bedeutung für die Funktion ist, treten Ladehemmungen bei der Schreckschussvariante (die ein unverriegelter Masseverschluss ist) wesentlich seltener auf.
Hinzu kommt, dass die Waffe, was die richtige Munition angeht, recht wählerisch ist, so dass Patronen, deren Zündhütchen nicht allzu empfindlich sind, nicht zuverlässig gezündet werden. Der Fakt, dass am Markt Alternativen mit höherer Magazinkapazität und dem stärkeren 9-mm-Luger-Kaliber in ähnlicher Größe erhältlich sind (wenn auch etwas teurer), hält den kommerziellen Erfolg dieses Modells in Grenzen.
Auf der Waffe finden sich eine seitenverstellbare Visierung mit weißen Dimmerungskörnern und eine 22-mm-Picatinny-Schiene (die das Anbringen von Ziel- oder Stabilisationshilfen erlaubt).

## Schreckschussvariante
Die Walther PK 380 ist – im Gegensatz zu den meisten Schreckschusswaffen – auch als Schreckschussvariante größtenteils aus Stahl gefertigt. Anders als bei dem scharfen Vorbild bestehen die Laufummantelung und der untere Rahmen aus Zinkguss. Die Pistole kann sowohl in ungespanntem, als auch mit gespanntem Hahn abgefeuert werden (Single-/Double-Action-Abzug). Sie verfügt über eine Walzensicherung, Trägheitsschlagbolzen und Sicherungsrast, so dass ein gefahrloses Führen auch entsichert und mit einer Patrone im Patronenlager möglich ist.
Die PK 380 ist als Schreckschusswaffe – wie alle seit Mitte der 1960er Jahre in Deutschland angebotenen Signal-, Reizstoff- und Schreckschusswaffen mit PTB-Stempel (PTB 921) – für Personen ab einem Alter von 18 Jahren frei erhältlich. Zum Führen außerhalb des eigenen Grundstückes ist der kleine Waffenschein erforderlich.
Sie ist sowohl zum Verschießen von CS- und Pfeffer-Reizstoffkartuschen, Platzpatronen und mit einem entsprechenden Abschussbecher auch zum Verschuss von pyrotechnischer Munition geeignet.
Die Schreckschussvariante unterscheidet sich in folgenden Punkten von der scharfen PK 380:
- Der Verschluss und das Patronenlager haben die – für Schreckschusswaffen obligatorischen – Schwächungen und Sollbruchstellen.
- Der Lauf ist fest mit dem Griffstück verbunden um einen Umbau auf scharfe Munition zu erschweren.
- Das Magazin und das Griffstück wurden auf 9 mm P.A.K. angepasst, so dass es nicht möglich ist, das Magazin der scharfen Variante einzuführen.